# Hartigiola annulipes

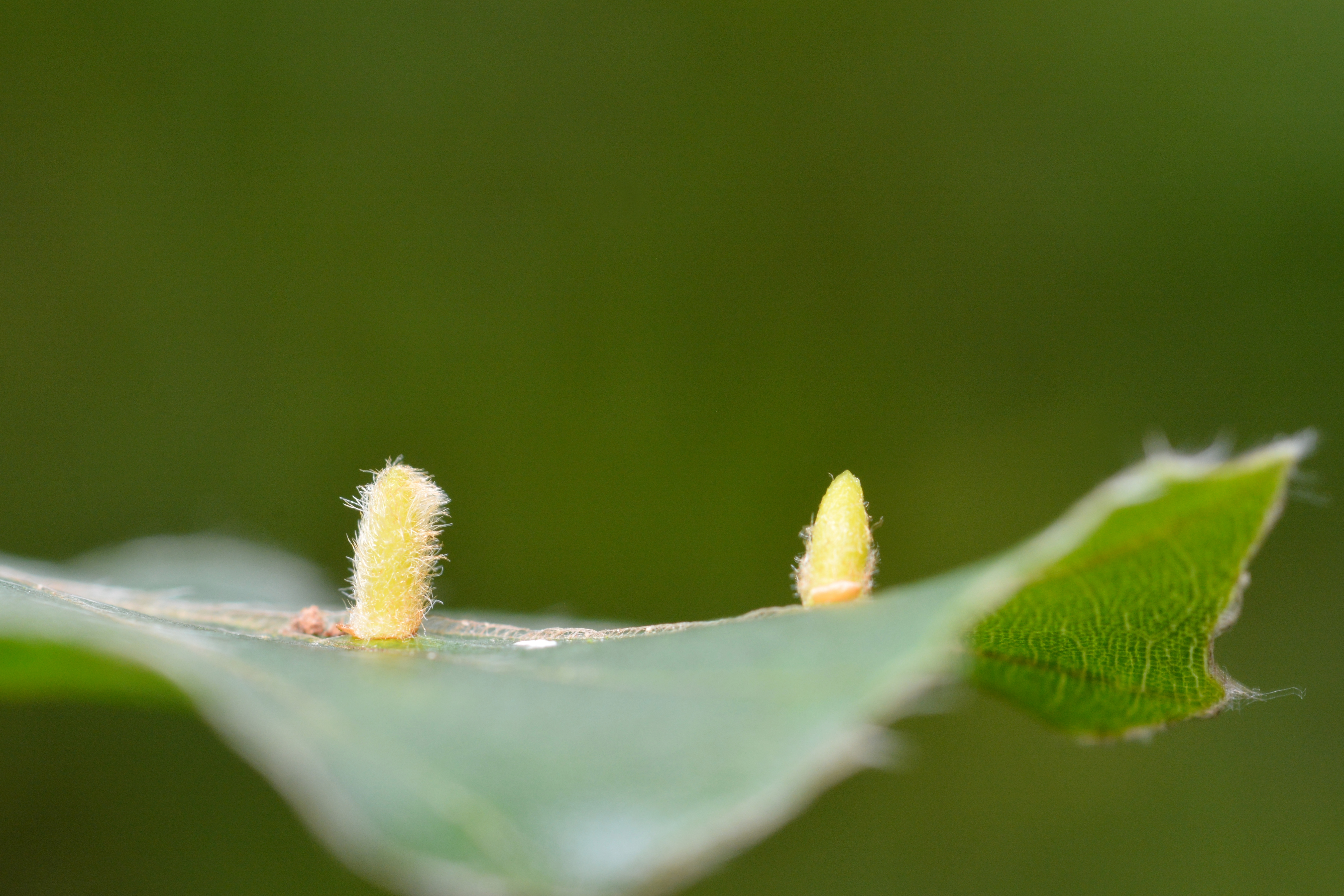
Gallen in der Seitenansicht

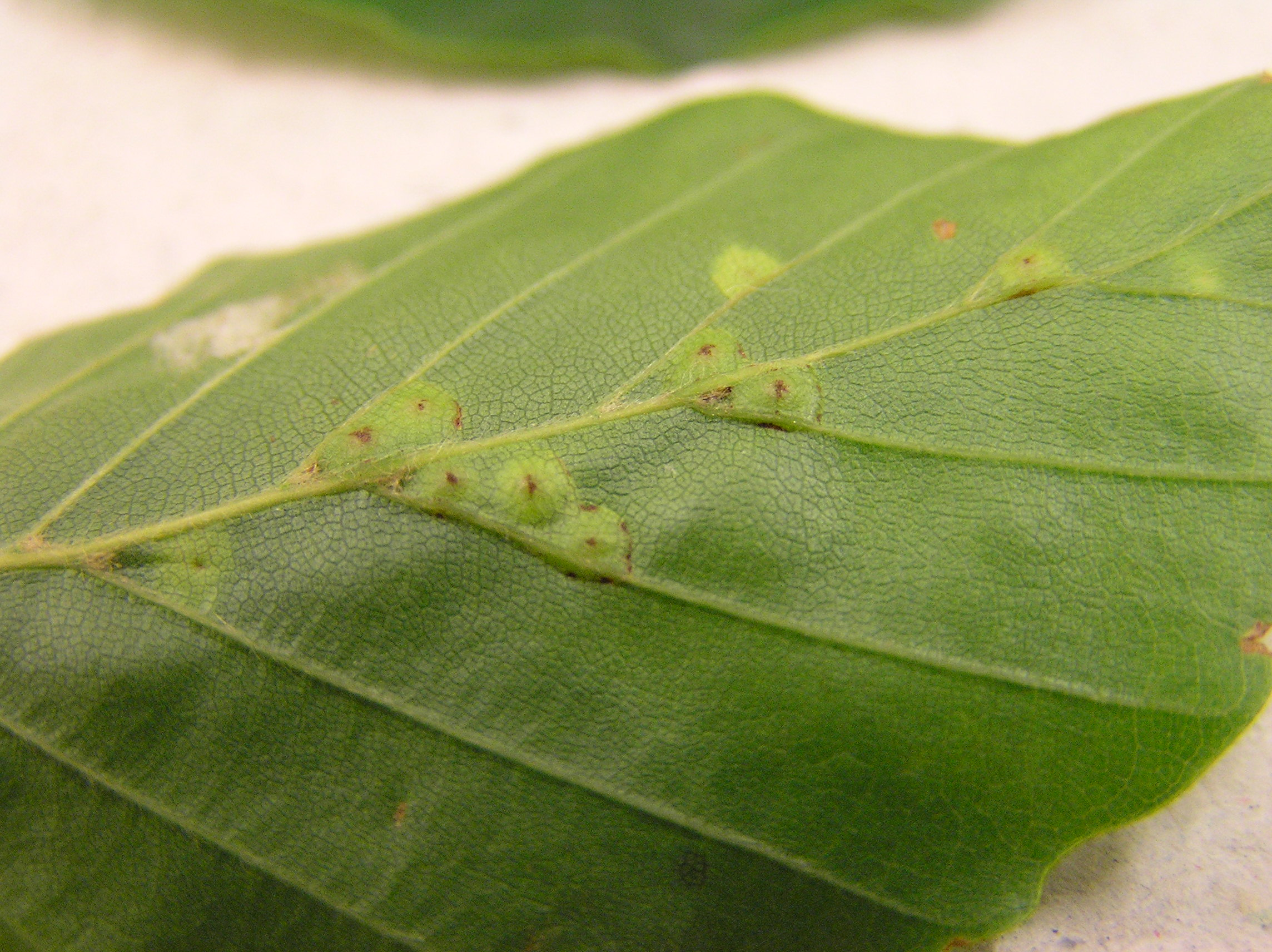
Blattunterseite

Hartigiola annulipes ist eine Art der Gallmücken und in Europa verbreitet. Sie wird im Deutschen manchmal als Buchengallmücke bezeichnet, sollte dabei aber nicht mit der Buchengallmücke (Mikiola fagi) verwechselt werden.

## Merkmale
Die Gallen dieser Art sind rundliche, pustelartige, meist behaarte Gallen und etwa 3–4 mm groß. Sie befinden sich stets auf der Oberseite von Buchenblättern. Meist sind sie zahlreich in den Winkeln des Mittelnervs vom Blatt angeordnet. Die weißen Larven sitzen im Zentrum der Gallen. Sie haben einen schlanken, walzenförmigen Körper, der manchmal dicht mit bräunlichen Haaren besetzt und manchmal kahl ist, und sind etwa 4 mm lang.

## Verbreitung und Lebensraum
Die Art ist in weiten Teilen Europas, vor allem Mitteleuropa, verbreitet. Dies inkludiert Großbritannien (Insel), Irland (Insel), den Norden von Spanien, Frankreich, Belgien, die Niederlande und Luxemburg, Deutschland, die Schweiz, Dänemark, Österreich, den Süden von Schweden, Slowenien und weitere Länder in Osteuropa.
Da die Art vorwiegend an die Rotbuche gebunden ist, findet sie sich in Lebensräumen mit Rotbuchen-Vorkommen, vorzugsweise in Buchenwäldern. Neben der Rotbuche wird manchmal auch die Orient-Buche besiedelt.

## Lebensweise
Die unscheinbaren, sehr zarten Gallmücken schlüpfen im Frühjahr aus dem Boden, fliegen von Mai bis Juni und belegen die Blätter mit Eiern. Die Larven veranlassen die Pflanzen Gallen zu bilden, in denen sie sich entwickeln. Diese findet man ab dem Juli bis in den Herbst. Ähnlich wie Mikiola fagi wird diese Art von parasitisch lebenden Hautflüglern, meist Erzwespen ausgebeutet. Unterschiedliche Befallsraten der Wirte führen zu auffälligen Schwankungen der Gallenhäufigkeit von Jahr zu Jahr. Pro Jahr gibt es nur eine Generation der Mücken. Die Larven überwintern in den Gallen der heruntergefallenen Blätter im Herbst und schlüpfen im Frühling.